# Петров, Иван Иванович (государственный деятель)
Иван Иванович Петров (20 июля 1918, д. Андреевка, Екатеринбургский уезд, Пермская губерния, РСФСР — 2000) — советский партийный и государственный деятель, председатель Совета Министров Якутской АССР (1966—1979).

## Биография
Член ВКП(б) с 1940 г. В 1937 г. окончил Красноуфимский сельскохозяйственный техникум, в 1960 г. — Пермский сельскохозяйственный институт.
- 1937—1941 гг. — агроном Юсьвинской машинно-тракторной станции, главный агроном Юсьвинского районного земельного отдела (Коми-Пермяцкий национальный округ),
- 1941—1949 гг. — директор Дубровской машинно-тракторной станции (Еловский район Молотовской области),
- 1949—1950 гг. — председатель исполнительного комитета Юго-Осокинского районного Совета (Молотовская область),
- 1950—1954 гг. — первый секретарь Юго-Осокинского районного комитета ВКП(б) — КПСС,
- 1954—1958 гг. — заведующий сельскохозяйственным отделом Молотовского областного комитета КПСС,
- 1958—1963 гг. — секретарь Молотовского — Пермского областного комитета КПСС,
- 1962—1964 гг. — председатель исполнительного комитета Пермского сельского областного Совета,
- 1964—1966 гг. — первый заместитель председателя Исполнительного комитета Пермского областного Совета,
- 1966—1979 гг. — председатель Совета Министров Якутской АССР.

Избирался депутатом Верховных Советов РСФСР и Якутской АССР.

## Награды и звания
Награждён орденами Октябрьской революции (1971), Трудового Красного Знамени (1968, 1978), орденом «Знак Почёта» (1973) и медалями СССР.
В 1972 г. ему присвоено почетное звание «Заслуженный работник народного хозяйства Якутской АССР».